# Colotis fallax
Colotis fallax is een vlindersoort uit de familie van de Pieridae (witjes), onderfamilie Pierinae.
Colotis fallax werd in 1913 beschreven door Wichgraf.